# Natales
Natales är en kommun i Chile.   Den ligger i provinsen Provincia de Última Esperanza och regionen Región de Magallanes y de la Antártica Chilena, i den södra delen av landet, 1 900 km söder om huvudstaden Santiago de Chile. Antalet invånare är 19 116. Arean är 48 974 kvadratkilometer.
Terrängen i Natales är bergig österut, men västerut är den kuperad.
Trakten runt Natales består i huvudsak av gräsmarker. Trakten runt Natales är nära nog obefolkad, med mindre än två invånare per kvadratkilometer.